# Marc Lauxtermann
Marc Diederik Lauxtermann (Amsterdam, 27 settembre 1960) è un bizantinista e filologo olandese, specializzato anche in letteratura greca moderna.
È Bywater and Sotheby Professor di Lingua e Letteratura Greca Bizantina e Moderna presso Exeter College. 

## Biografia
Lauxtermann ha conseguito nel 1994 il dottorato, discutendo una tesi sull'epigramma bizantino, presso l' Università di Amsterdam, ed è stato professore presso la Leerstoelgroep Nieuwgriekse taal- en letterkunde & Byzantinologie dal 2002 al 2006. Dal 2007 è Bywater and Sotheby Professor di Lingua e Letteratura Greca Bizantina e Moderna all'Università di Oxford e Fellow di Exeter College. Lauxtermann è sposato con Marjolijne C. Janssen. 

## Attività di ricerca
Lauxtermann lavora principalmente sulla poesia bizantina, in particolare l'epigramma e la sua metrica (e specificatamente il verso decapentasillabo, cosiddetto "verso politico"). Ha pubblicato un'antologia comprensiva di traduzione e di saggi critici sulla poesia bizantina da Giorgio di Pisidia (VII sec.) all'epoca di Giovanni Geometra (XI sec.) e un saggio sul verso decapentasillabo e altri metri bizantini; ha studiato le poesie di Gregorio Monaco, la traduzione greca del Pañchatantra (lo Stephanites et Ichnelates di Simeone Seth, XI-XII secolo), la Catomiomachia di Teodoro Prodromo e gli studi di metrica di Giovanni Tzetzes. Assieme al bizantinista Michael Jeffreys (Emeritus Professor, Oxford, già University of Sydney) ha pubblicato un libro sulle lettere di Michele Psello.   
Un'altra area di ricerca è la lessicografia greca moderna: insieme ad Arnold F. van Gemert ha redatto un dizionario greco moderno-olandese in due volumi. Gli attuali progetti di ricerca riguardano le prime grammatiche greche, la biografia di Giovanni Mauropo, i cosiddetti Ptochoprodromika e le risate con le loro implicazioni socio-politiche a Bisanzio.   

## Opere
- (con Arnold F. van Gemert): Prisma Groot Woordenboek Nederlands-Nieuwgrieks, Nieuwgrieks-Nederlands, 2 v., Houten, 2008.
- The Anthology of Cephalas, in: Martin Hinterberger, E. Schiffer (edd..), Byzantinische Sprachkunst. Studien zur byzantinischen Literatur gewidmet Wolfram Hörandner zum 65. Geburtstag. Berlin-New York, 2007, pp. 194–208.
- Byzantine Poetry from Pisides to Geometres: texts and contexts, vol. I, Wien, 2003; vol. II, Wien, 2019 (Wiener Byzantinistische Studien XXIV/1-2)
- The Spring of Rhythm: an essay on the political verse and other Byzantine metres, Wien, 1999 (Byzantina Vindobonensia, XXII), ISBN 3-7001-2797-9.
  - Traduzione greca: Οι απαρχές του ρυθμού: ένα δοκίμιο για τον πολιτικό στίχο και άλλα βυζαντινά μέτρα. Thessaloniki, 2007.
- The Byzantine Epigram in the Ninth and Tenth Centuries, PhD Diss., Amsterdam, 1994.